# Леггело
Леггело (нід. Leggeloo) — селище в нідерландській провінції Дренте. Входить до муніципалітету Вестервелд.
Його площа становить 0,95 км², а населення станом на 2021 рік складало 135 осіб.
Перша згадка про населений пункт датується 1217 роком.